# Culfa
Culfa (azerbajdzjanska: Culfa; armeniska: Ջուղա, Dzjugha, eller Ջուլֆա, Dzjulfa) är en kommunhuvudort i den azerbajdzjanska exklaven Nachitjevan. Culfa ligger 715 meter över havet.
Trakten runt Culfa består i huvudsak av gräsmarker. Runt Culfa är det tätbefolkat, med 530 invånare per kvadratkilometer.